# Maria Königin (Lüdenscheid)
Koordinaten: 51° 13′ 19,8″ N, 7° 37′ 5,9″ O
Die Kirche Maria Königin ist eine römisch-katholische Kirche in Lüdenscheid.

## Geschichte
Sie wurde am 7. Dezember 1957 durch den Paderborner Weihbischof Franz Hengsbach (später erster Diözesanbischof des Bistums Essen) als Pfarrkirche geweiht geweiht und gehört heute zum Bistum Essen, 24 Tage jedoch, vom 7. Dezember 1957 bis zum 1. Januar 1958 zum Erzbistum Paderborn. Sie war die letzte geweihte Kirche des Weihbischofs. Sie ist somit die zweitälteste noch stehende katholische Kirche in der Kernstadt Lüdenscheids. Ihr unterstanden 2005 vier Filialkirchen, von denen drei während der Strukturreform geschlossen wurden. Lediglich die Filialkirche St. Hedwig blieb erhalten. Die damalige Pfarrei Maria Königin wurde bis 2005 von den Claretiner-Patres betreut. Seit 2006 ist Hans Helmut Ferkinghoff Pastor. Ihm wird nicht mehr der Titel Pfarrer verliehen, weil die Pfarrei Maria Königin am 1. Oktober 2006 zusammen mit den anderen katholischen Pfarreien der Stadt Lüdenscheid zu einer Stadtpfarrei (St. Medardus) zusammengeschlossen wurde. Erster Pfarrer wurde der ehemalige Kreisdechant des Kreisdekanates Altena-Lüdenscheid, Johannes Broxtermann, der Pastor der Pfarrgemeinde St. Joseph und Medardus ist.
Das Kirchengebäude wurde am 30. Juli 2019 in die Denkmalliste der Stadt Lüdenscheid eingetragen.

## Gebäude

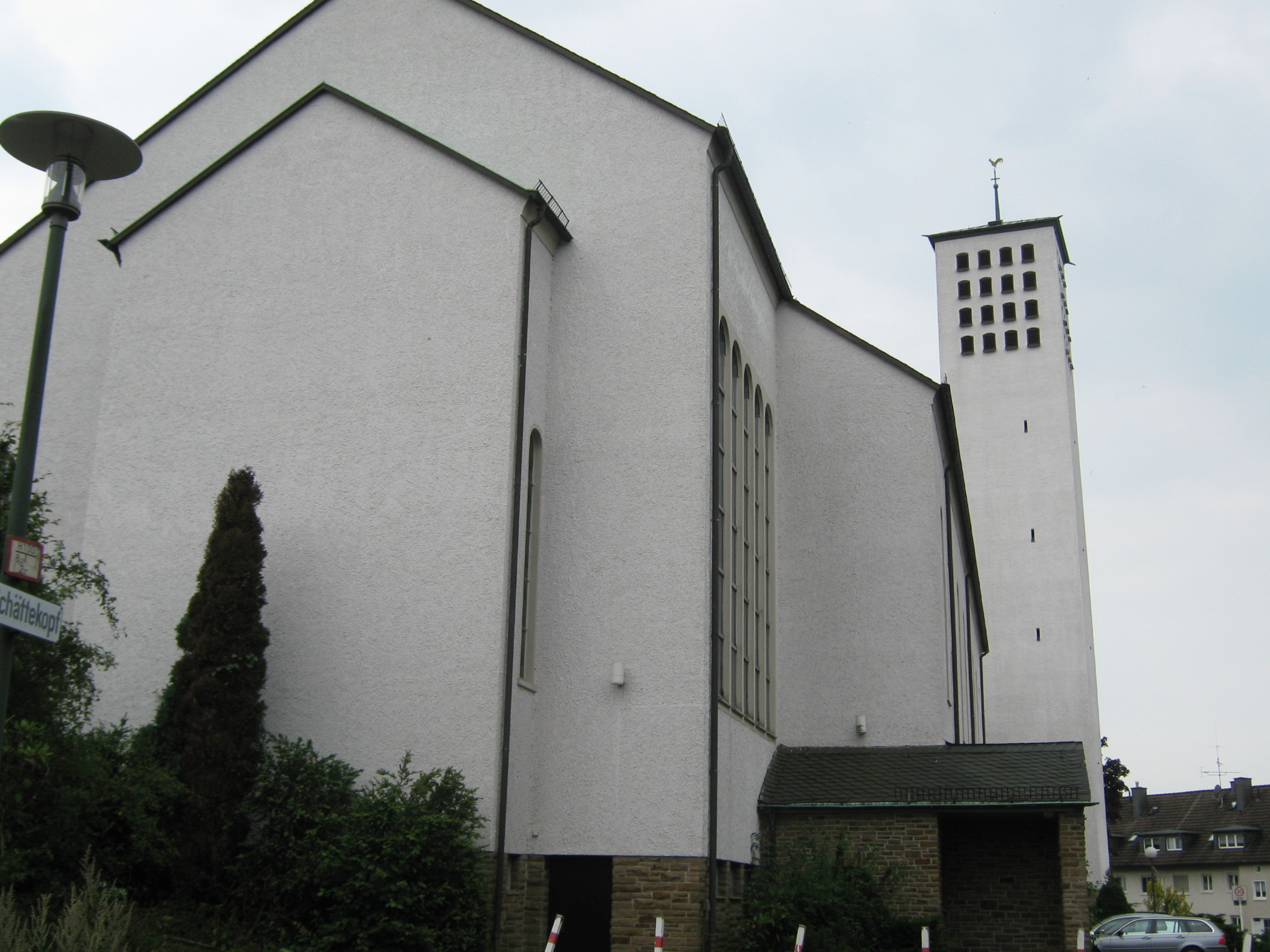
Blick in Richtung Westen auf die Kirche mit Campanile im Hintergrund

### Kirche

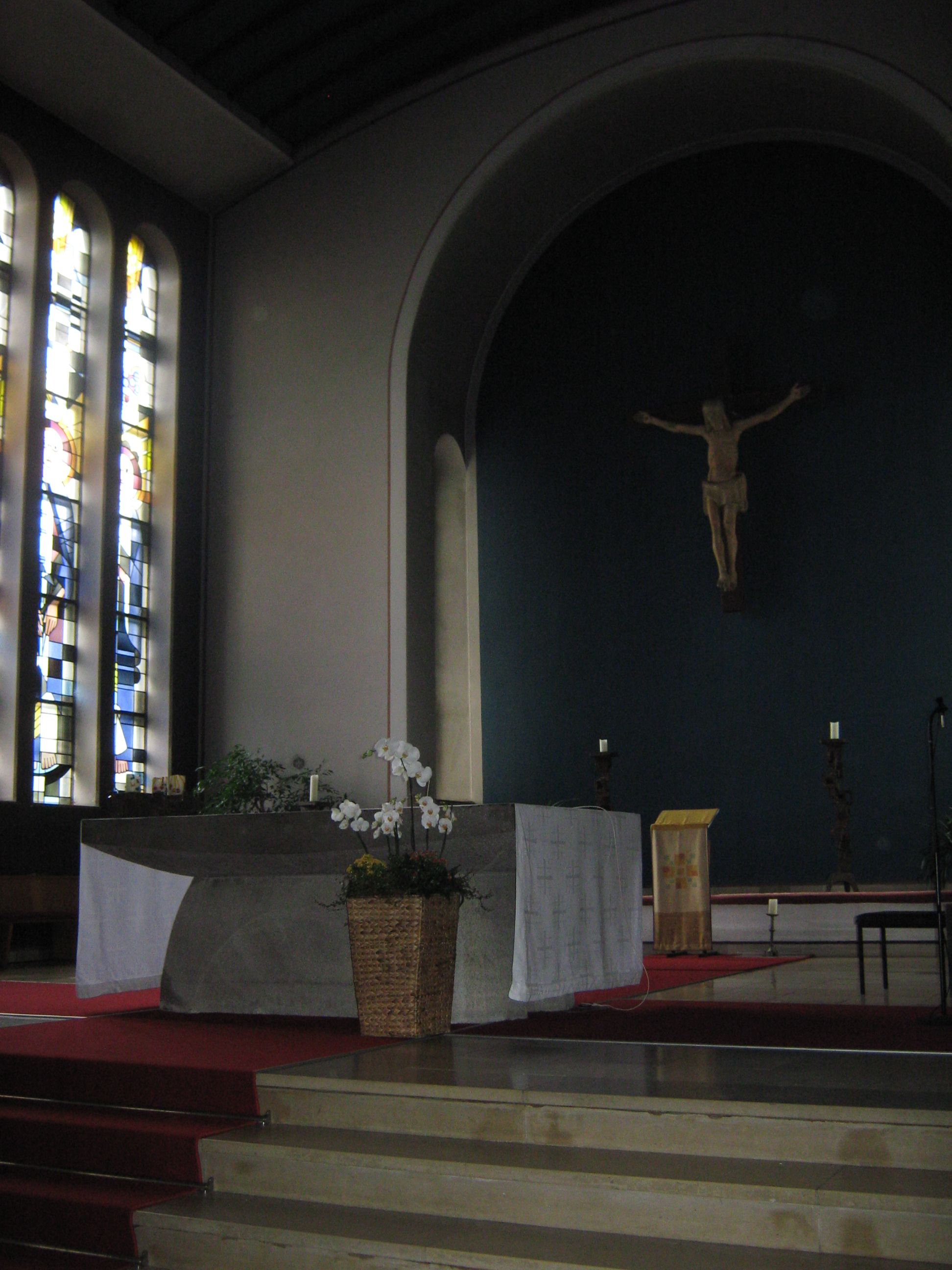
Apsis mit Kreuz und durch Herbert Bienhaus gestaltete Fenster

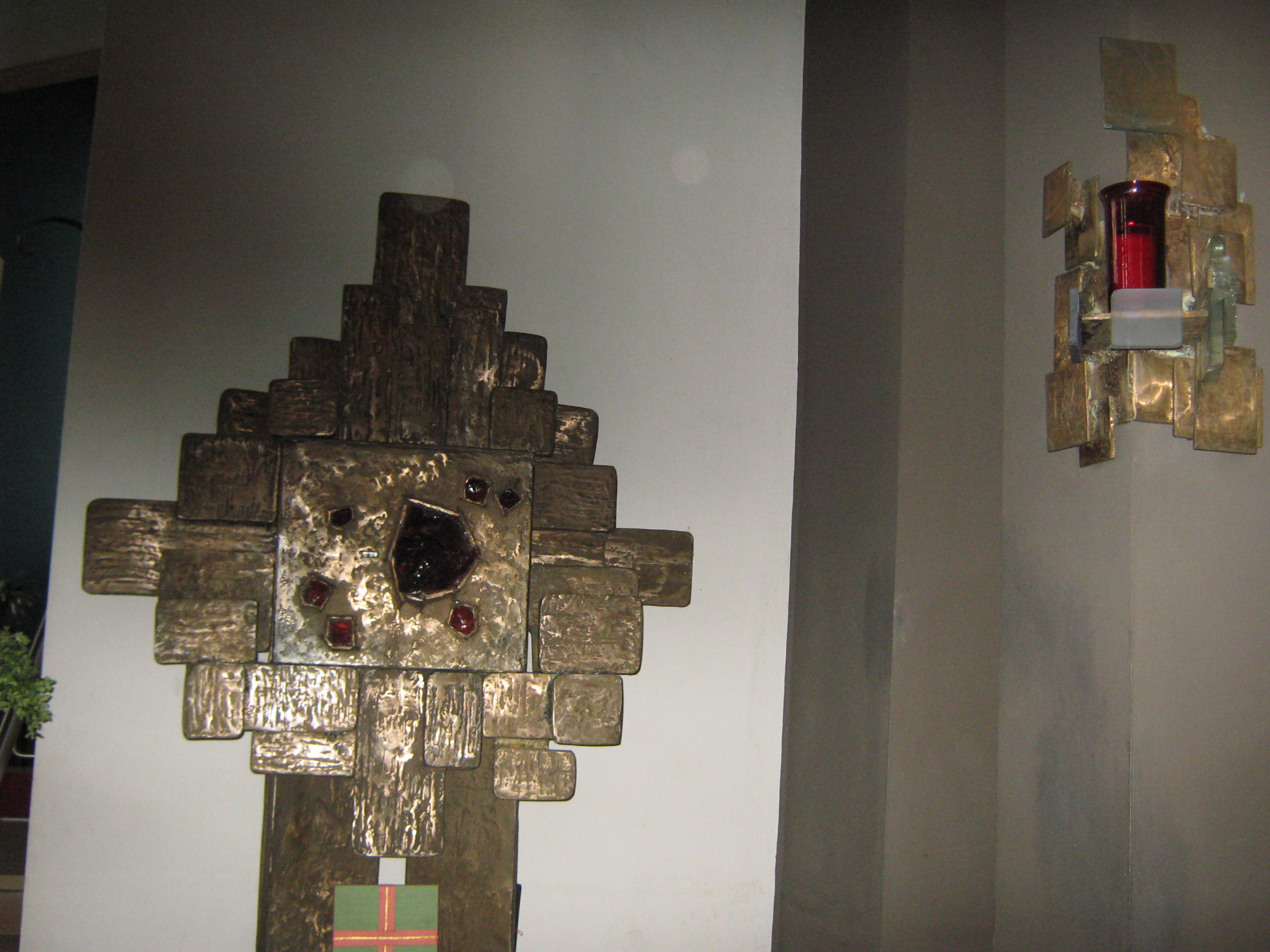
Aufwendig gestalteter Tabernakel und ewiges Licht neben dem Aufgang zur Apsis (links) und zur Sakristei (rechts)

Die von außen weiß verputzte Kirche wurde 1957 gebaut. Es ist eine einschiffige Kirche mit Marienkapelle. Sie hat 20 Bankreihen mit jeweils ungefähr 10 Plätzen. Bei Zählungen der Kirchenbesucher, welche viermal im Jahr stattfinden, werden meist 120 bis 160 Kirchenbesucher gezählt. Zu besonderen Festtagen (Weihnachten, Ostern, Erstkommunionen und Firmungen) werden regelmäßig Bierzeltbänke aufgestellt, welche meist jedoch dann auch nicht ausreichen. So sind z. B. Weihnachten ungefähr 300 bis 400 Besucher anwesend.
Die Kirchenfenster wurden von Herbert Bienhaus gestaltet.
Auffallend sind der aufwendig gestaltete Tabernakel und der im gleichen Stil gestaltete Ambo, sowie die Fassung für das ewige Licht.

#### Marienkapelle

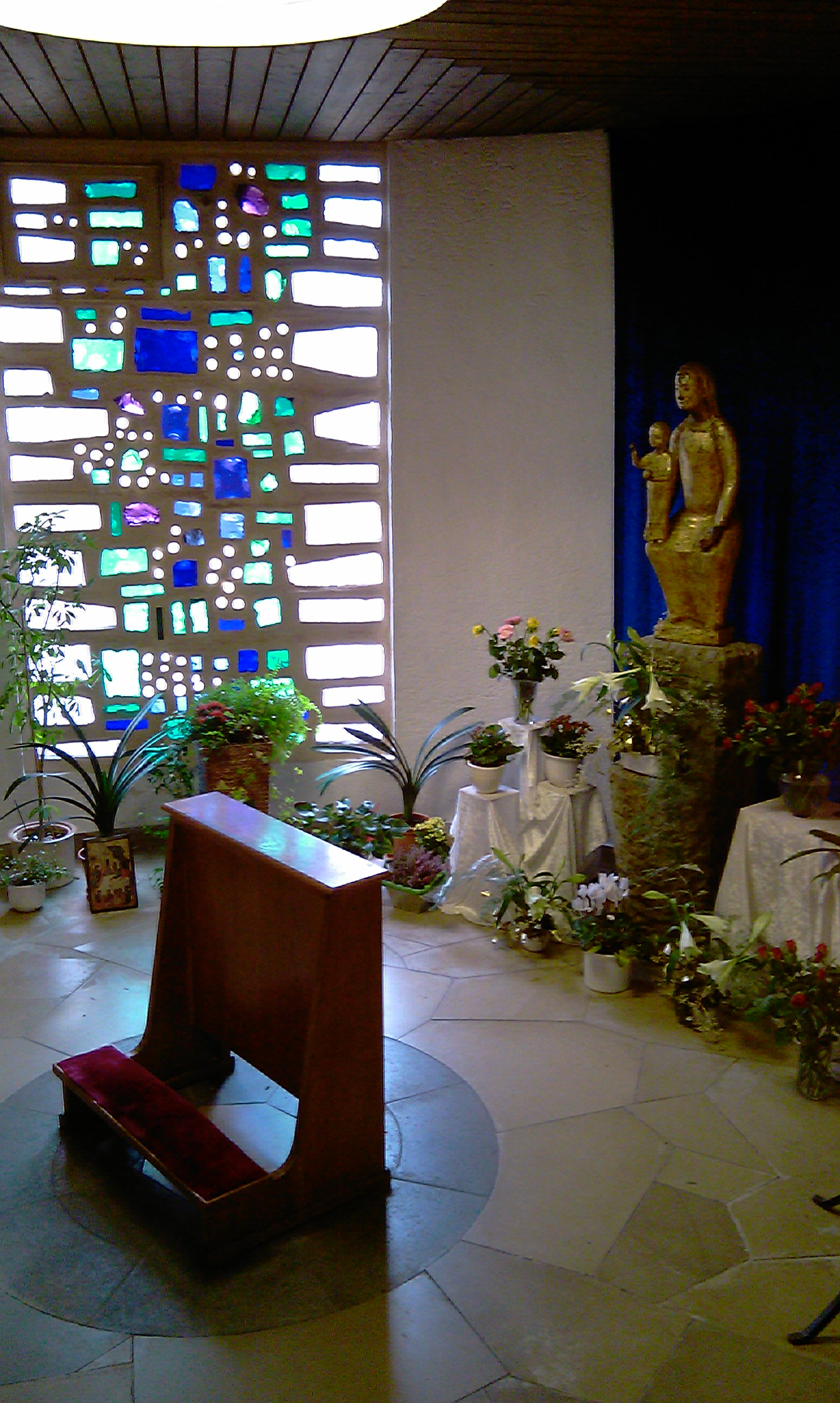
Marienkapelle

In der etwa 10 m² großen, kreisförmigen Marienkapelle am südwestlichen Ende der Kirche steht eine Marienfigur mit Jesuskind auf dem Arm. Ebenfalls ist eine Anbetungsbank, sowie ein Opferlichtständer zu finden. Früher wurde diese Kapelle auch als Taufkapelle genutzt.

### Campanile (Kirchturm)
Der kubische Campanile der Gemeinde ist etwa 50 Meter hoch und ragt hoch über Lüdenscheid hinaus, ist allerdings nicht mit Glocken ausgestattet.
Beim Errichten des Turmes hat der Architekt die Traglast der Glocken zwar berücksichtigt, hat aber die Kräfte nicht mit einbezogen, die beim Läuten der Glocken entstehen würden.

### Gemeindezentrum

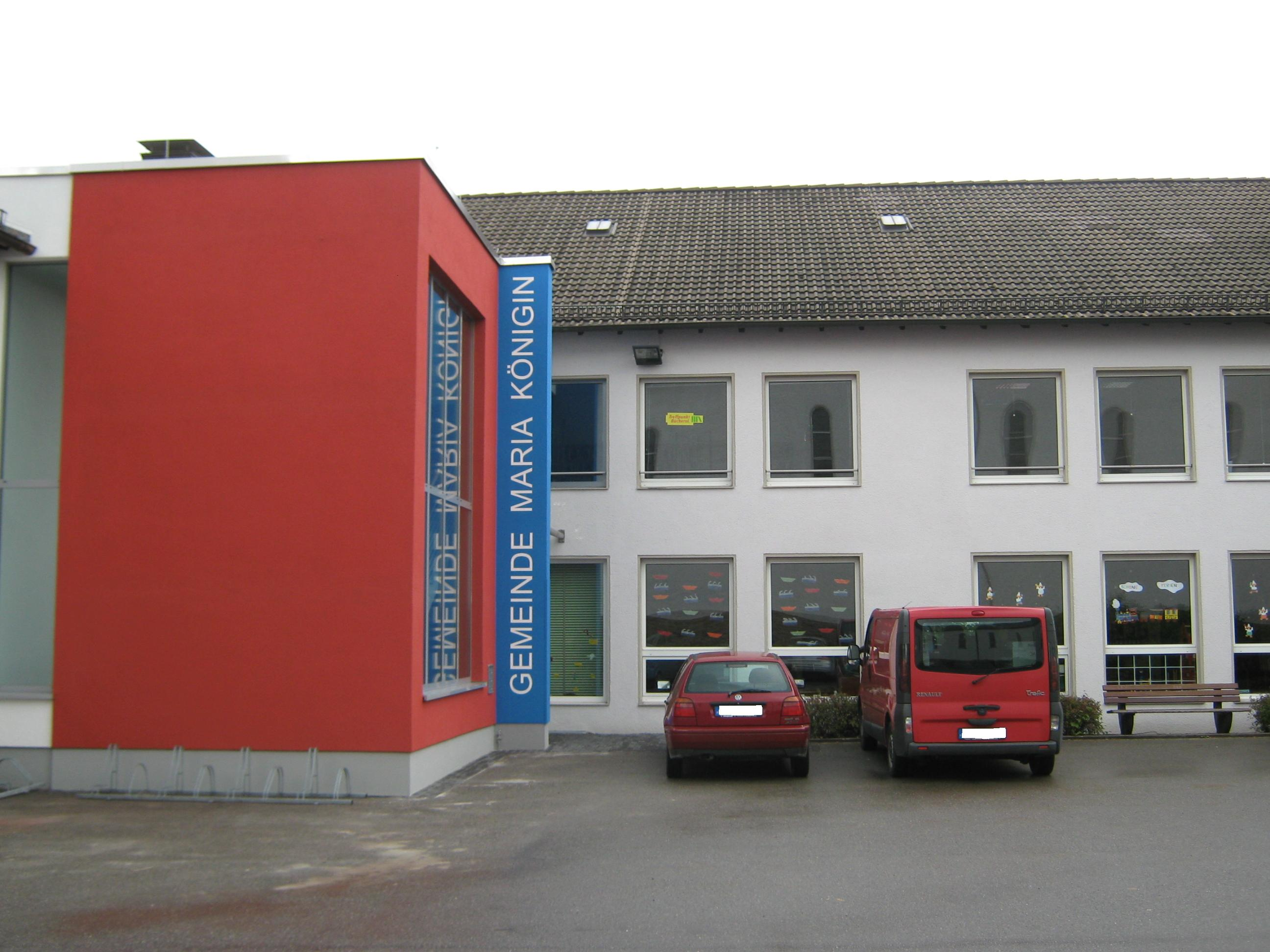
Das Gemeindezentrum mit großen Gemeindesaal (rechts oben) und KiTa St. Rita (unten rechts)

Das Gemeindezentrum wurde von 2010 bis 2011 saniert und umgebaut. Die feierliche Einweihung und Segnung erfolgte am 9. Oktober 2011. So ist u. a. der Pastor auch im neuen Gemeindezentrum beheimatet. Es hat 4 Etagen. Im Dachgeschoss befindet sich eine große Abstellfläche. Im Obergeschoss befinden sich die eigentlichen Gemeinderäume. Neben der Wohnung des Priesters befinden sich hier die Gemeindebücherei, verteilt auf 2 Räume (Kinder- und Erwachsenenbücher), 4 Mehrzweckräume, das Gemeindebüro, eine Küche, ein Putzraum, sowie drei Toiletten, davon eins behindertengerecht. Im Erdgeschoss befindet sich der katholische Kindergarten St. Rita, sowie der ehemalige Hort. Im Untergeschoss hat die KjG ihre Gruppenräume. Alle Etagen, außer dem Dachgeschoss, verbindet ein Aufzug, der 34.000 Euro kostete und durch die örtliche Sparkasse und Stadtwerke unterstützt wurde.

#### Kita und Hort St. Rita
Im Kindergarten gibt es 65 Plätze für Kinder ab 2 Jahren. Geleitet wird er von Marina Heße. Früher gab es an diesem Standort auch einen Hort, der aber aufgelöst wurde.

## Kirchengemeinde
Die Gemeinde hat laut eigenen Angaben die meisten Besucher in der Familienmesse. Die Kirche ist für ihre Familienmesse bis über Stadtgrenzen hinaus bekannt.

### Jugendarbeit

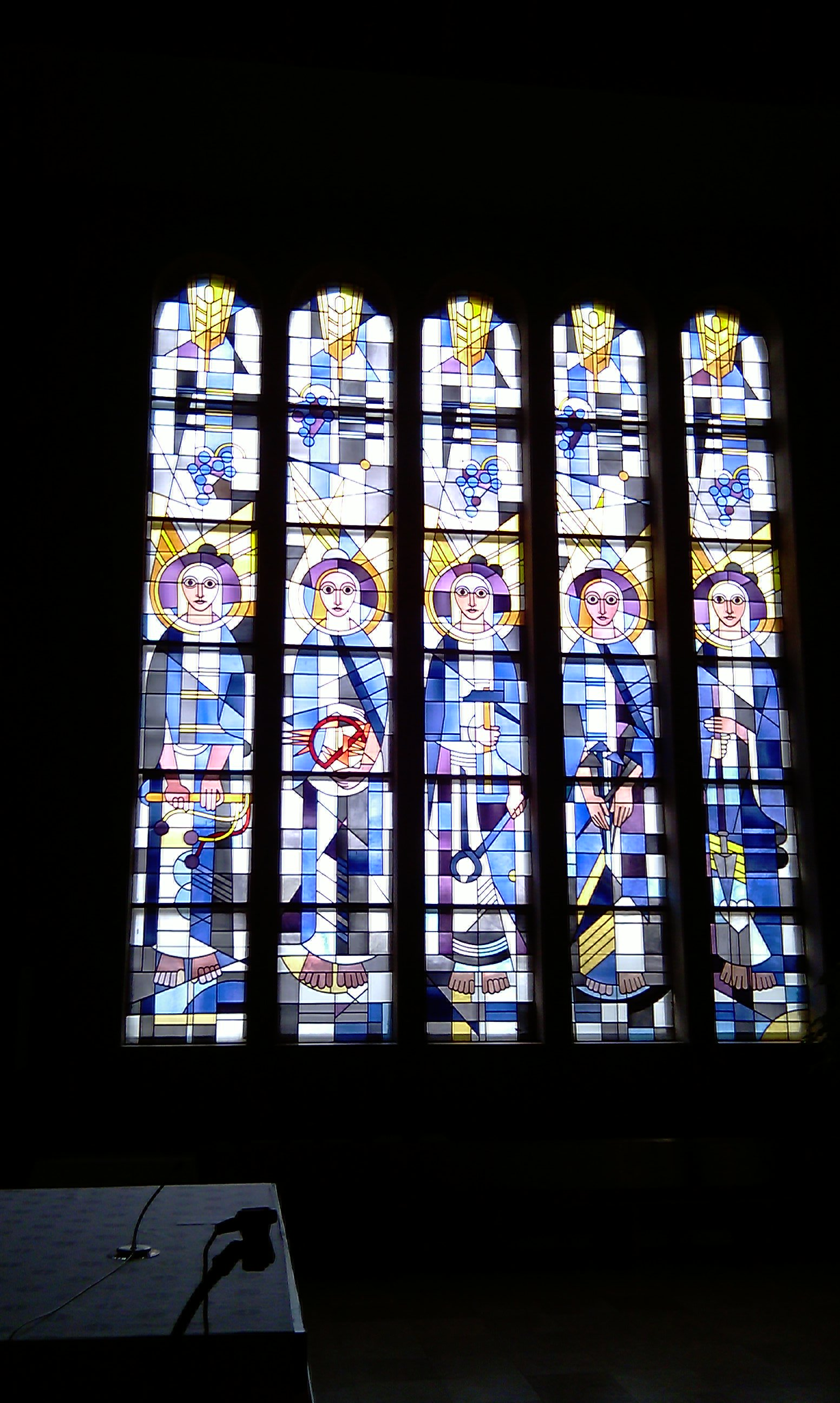
Apsis mit den Werkzeugen der Wundmäler Christi

#### Messdiener
Die Gemeinde Maria Königin hat ungefähr 50 Messdiener. Jede Messe am Wochenende wird mit ungefähr 4–8 Messdienern bedient. Die Messdienergemeinschaft bemüht sich, immer mehr mit den Messdienern der Pfarrei zusammenzuarbeiten.

#### Katholische junge Gemeinde
Die KjG trifft sich in verschiedenen Gruppe regelmäßig. Die KjG ist in 4 Gruppenstufen gegliedert. Von den Kommunionkindern, welche 2011 zur Erstkommunion gegangen sind, sind ungefähr 15 Kinder später Mitglied der KjG geworden.

### Seelsorge

#### Pfarrer, Pastoren, Kapläne und Diakone

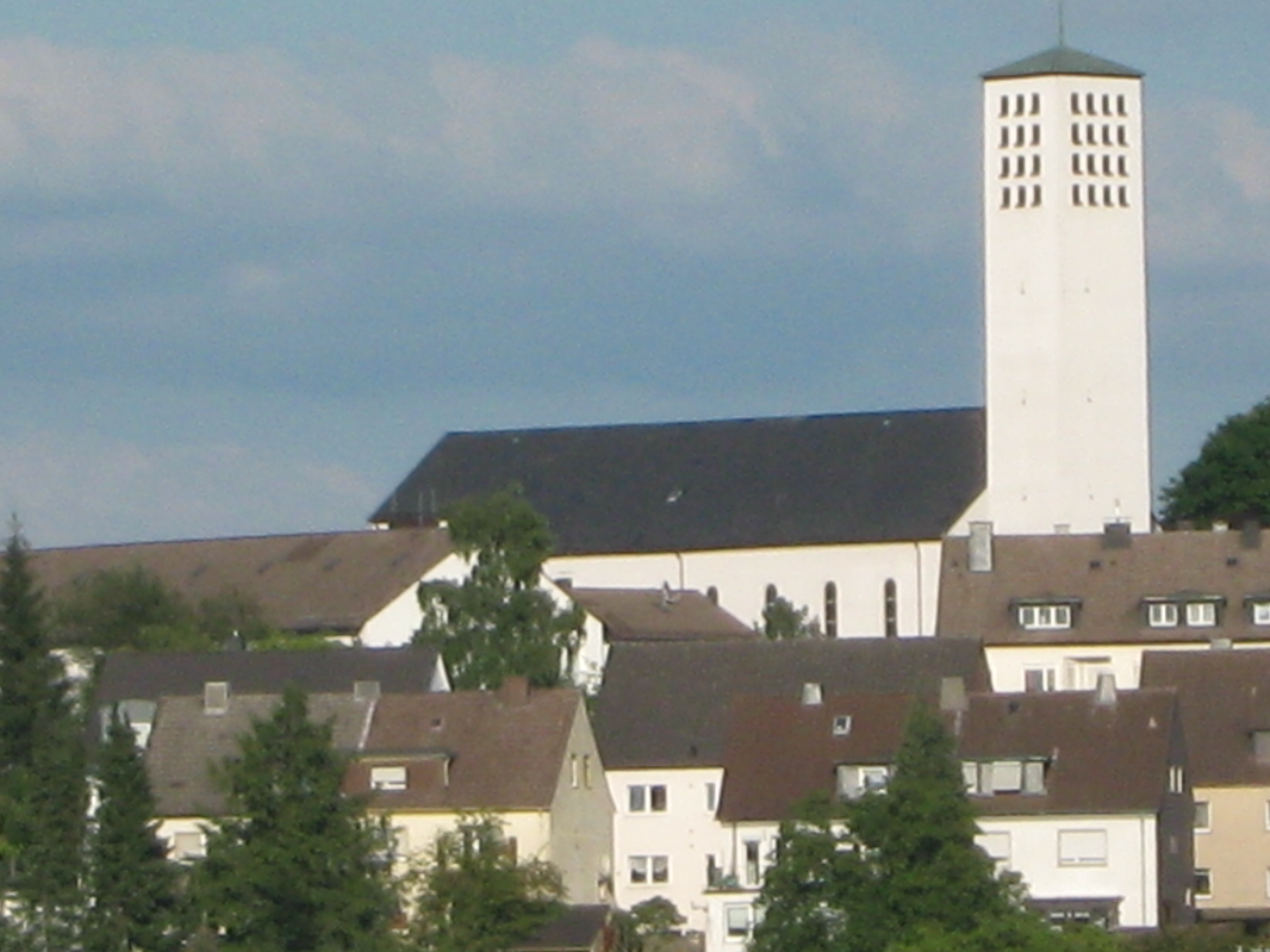
Die Kirche Maria Königin mit kubischen Campanile und Jugendheim

Von der Weihe bis 2005 wurde die damalige Pfarrei durch die Claretiner betreut. Mit ihnen besteht auch heute noch eine starke Verbundenheit. So hat die Gemeinde Maria Königin in Indien, im Bundesstaat Karnataka, genauer in Honnali immer noch eine Patengemeinde, mit der sie aktiv verbunden ist. Seit 2006 ist Pastor Hans-Helmut Ferkinghoff geistlicher Leiter der Gemeinde.

#### Ritaschwestern
Früher gab es in der Gemeinde zu den besten Zeiten bis zu vier Ritaschwestern. Zurzeit sind jedoch keine Ritaschwestern mehr in der Gemeinde. 2006 wurde die Letzte abgezogen.

## Patrozinium
Patrozinium ist Maria Königin. Das Patronatsfest wird am 22. August gefeiert.